# Alive in Studio A
Alive In Studio A è un album dal vivo del cantante britannico Bruce Dickinson, pubblicato nel 1995 dalla Castle Communications/Sanctuary Records.

## Il disco
Dopo il mancato successo ottenuto con l'album Balls to Picasso, Bruce Dickinson assembla una nuova formazione, a cui aveva intenzione di dare il nome completamente nuovo Skunkworks, e si presenta al pubblico nel 1995 con un doppio live antologico registrato in due sessioni diverse: la prima ai Metropolis Studios di Chiswick per una, mai trasmessa, sessione radio e la seconda registrata al concerto tenuto al Marquee Club di Londra.

## Tracce

### CD 1: Alive in Studio A
1. Cyclops - 7:34
2. Shoot all the Clowns - 4:56
3. Son of a Gun - 5:47
4. Tears of the Dragon - 6:27
5. 1000 Points of Light - 3:54
6. Sacred Cowboys - 3:57
7. Tattooed Millionaire - 3:56
8. Born in '58 - 3:24
9. Fire - 4:57
10. Change of Heart - 4:41
11. Hell No - 5:11
12. Laughing in the Hiding Bush - 4:04
13. The Post Alternative Seattle Fall Out (live) (*)
14. No Way Out... to be Continued (live) (*)
15. No Way Out... Continued (live) (*)

(*) Japan bonus tracks

### CD 2: Alive at the Marquee
1. Cyclops - 7:54
2. 1000 Points of Light - 3:59
3. Born in '58 - 3:20
4. Gods of War - 4:55
5. Change of Heart - 4:41
6. Laughing in the Hiding Bush - 3:56
7. Hell No - 5:48
8. Tears of the Dragon - 6:33
9. Shoot all the Clowns - 5:07
10. Sacred Cowboys - 4:15
11. Son of a Gun - 5:43
12. Tattooed Millionaire - 6:18

## Singolo
- Sacred Cowboys  ( b-side Son of a Gun )

## Formazione
- Bruce Dickinson - voce
- Alex Dickson - chitarra
- Chris Dale - basso
- Alessandro Elena - batteria